# Dźwignik

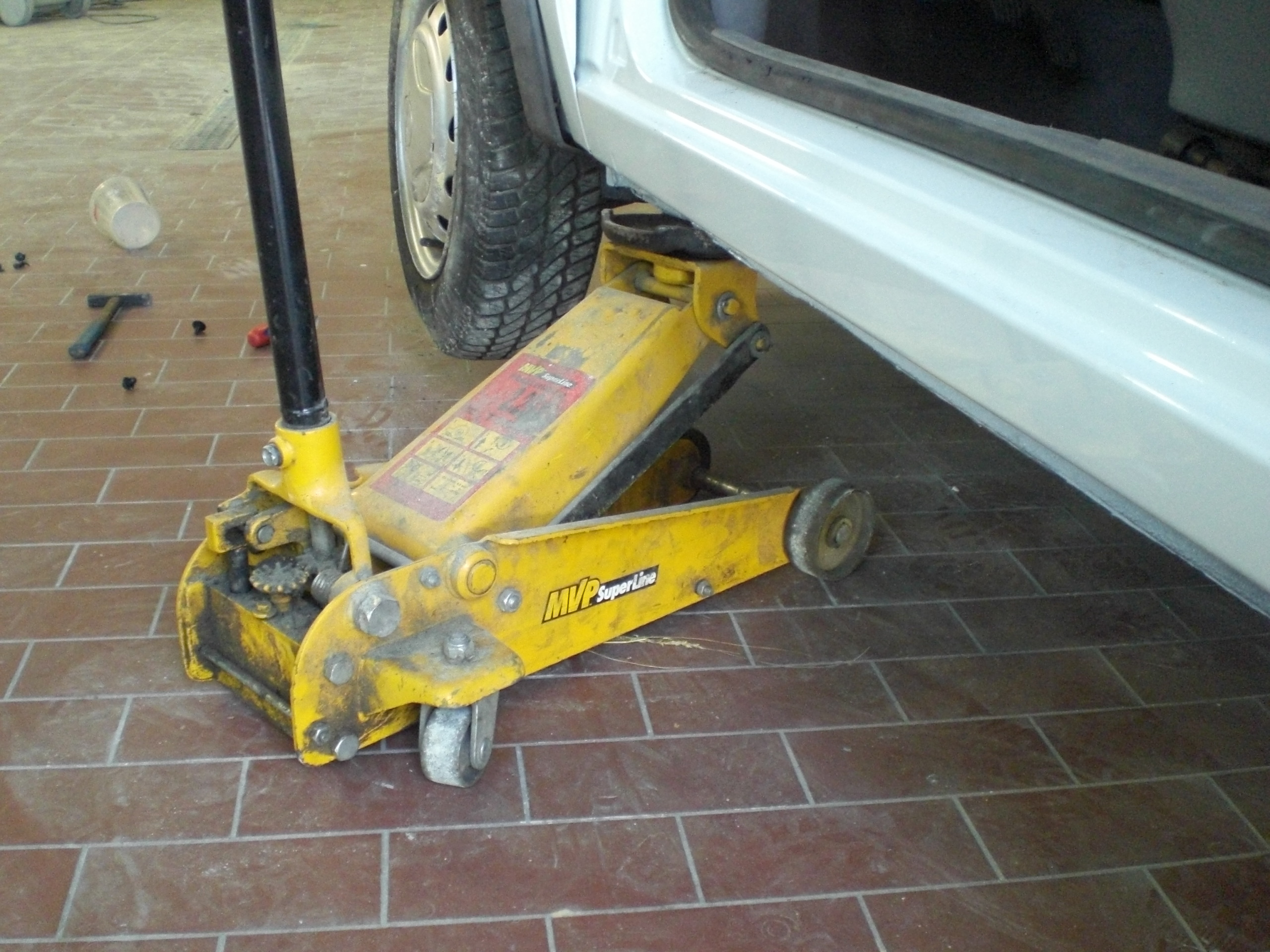
Warsztatowy hydrauliczny dźwignik samochodów tzw. „Żaba”

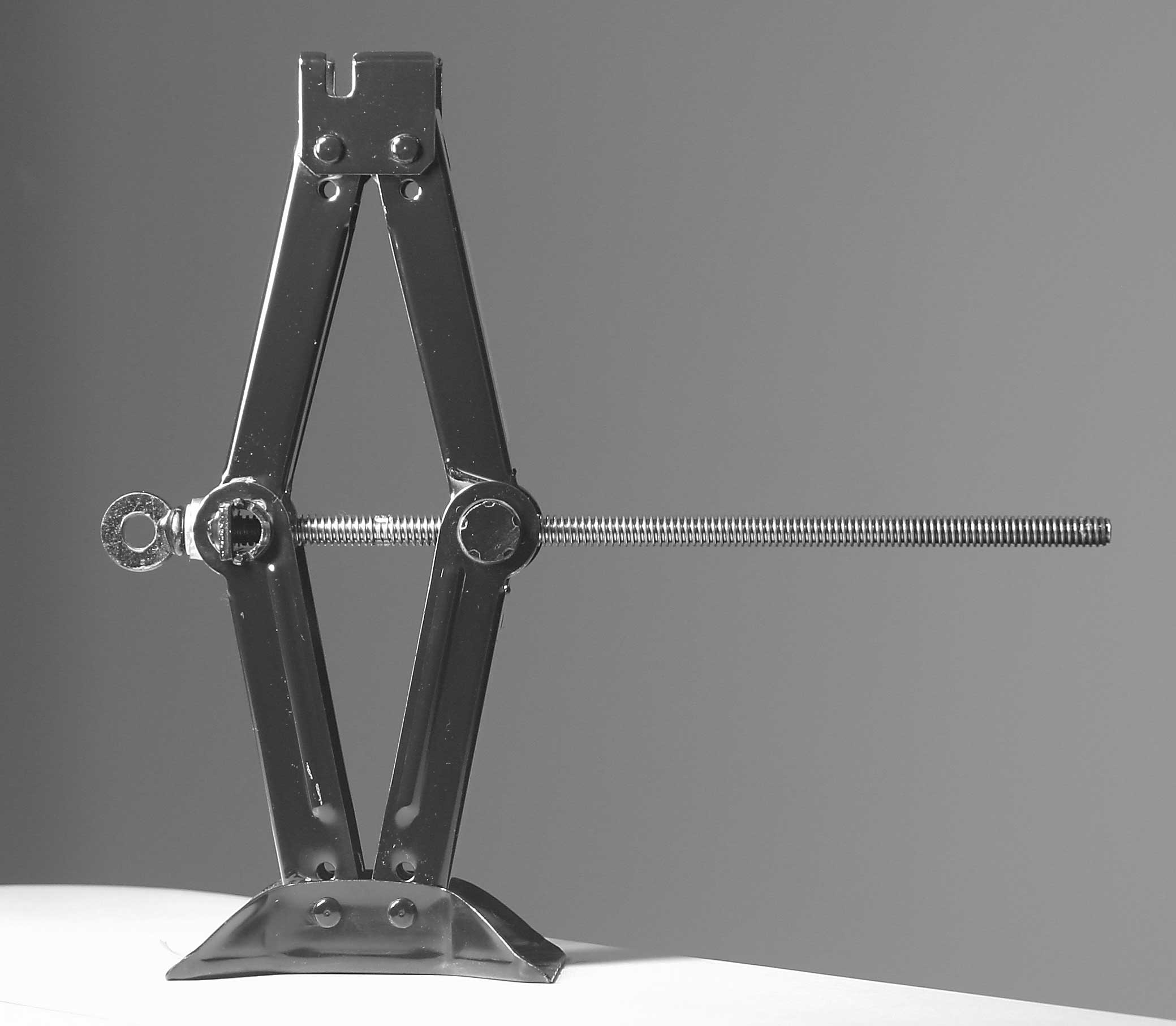
Nożycowy podnośnik samochodowy, będący elementem fabrycznego wyposażenia aut osobowych

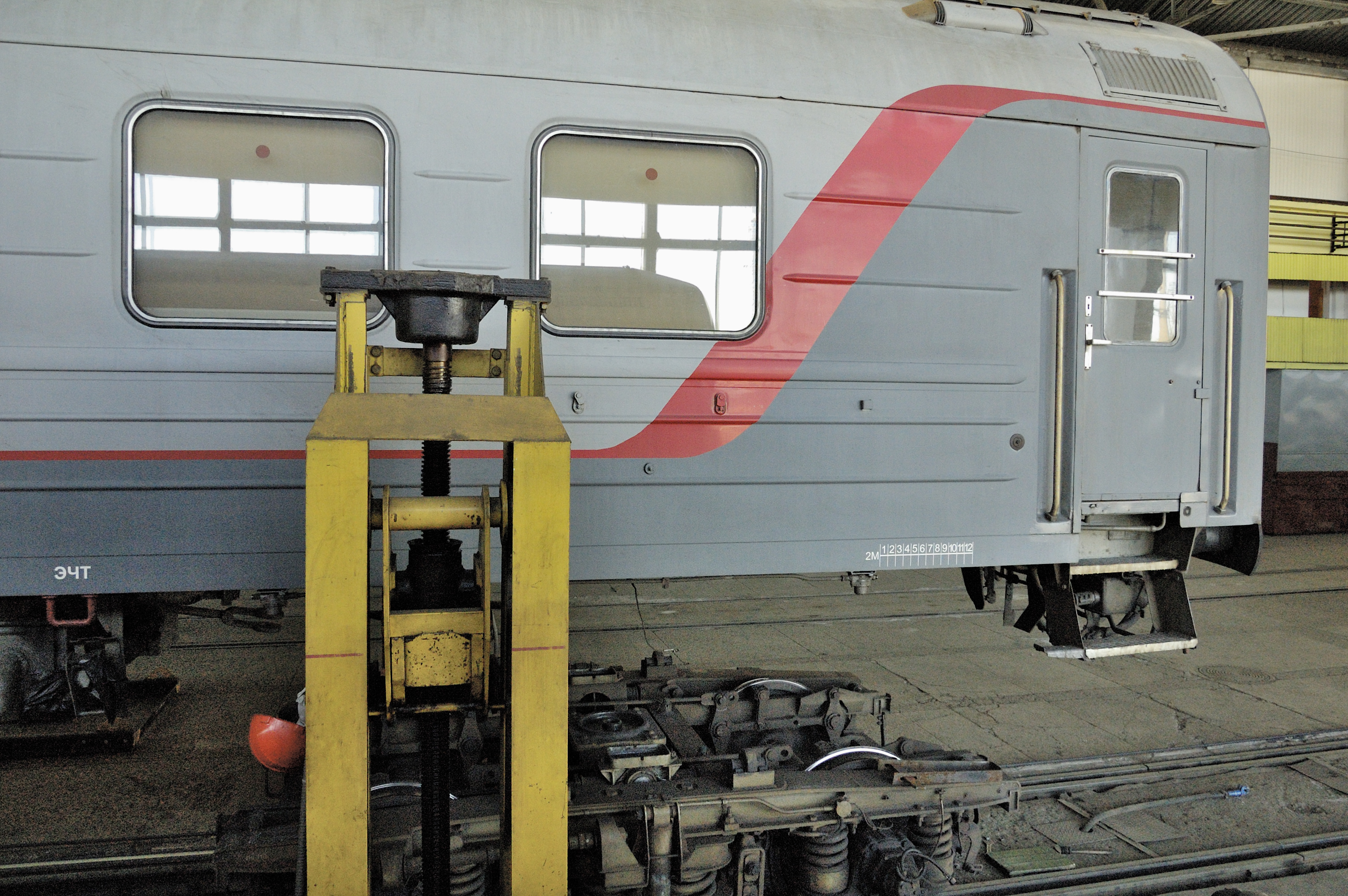
Kolejowy dźwignik UDS160

Dźwignik, dźwignik o ruchu prostoliniowym (pot. lewarek) – urządzenie dźwigowe do pionowego (lub zbliżonego do pionowego) przemieszczania (podnoszenia) obiektów, zwykle na niewielką wysokość. Najczęściej stosowanym dźwignikiem jest podnośnik. Wszystkie dźwigniki stosowane w warsztatach i wulkanizacjach, a mocowane na stałe do podłoża, podlegają dozorowi technicznemu UDT.

## Podział
Dźwigniki zwykle budowane są przy wykorzystaniu mechanizmu zębatkowego lub śrubowego napędzanego ręcznie lub jako podnośniki wykorzystujące napęd hydrauliczny, pneumatyczny lub elektryczny. Stąd podział na dźwigniki:
- zębatkowe
- śrubowe
- tłokowe
- dźwigniowe.

Ze względu na mobilność:
- stacjonarne np. podnośnik samochodowy, stół techniczny[1]
- przenośne np. podnośnik samochodowy[2]

Ze względu na zastosowanie w motoryzacji:
1. warunki domowe, awaryjne
  - dźwignik ręczny jest częścią wyposażenia nowego samochodu osobowego. Najczęściej ma konstrukcję śrubową lub dźwigniowo-zapadkową.
  - dźwignik typu „bałwanek” - wyposażony w miechy pneumatyczne, napędzany sprężonym powietrzem.
  - dźwignik śrubowy o konstrukcji przegubowej jest częścią wyposażenia większych aut osobowych i dostawczych.
  - dźwignik hydrauliczny jest częścią wyposażenia samochodów dostawczych i ciężarowych.
2. warunki warsztatowe
  - Dźwigniki unoszące elementy lub podzespoły pojazdu:
    - mały dźwignik hydrauliczny tzw. „żaba” jest podsuwana na kółkach pod pojazd. Ma zastosowane w przypadku lekkich aut.
    - dźwignik umieszczony na wózku z rolkami i przemieszczany wzdłuż kanału,
    - dźwignik statywowy

  - Dźwigniki unoszące cały pojazd ze względu na konstrukcję dzielą się na:
    - płytowe unoszące pojazd na wysokość do 1 m, najczęściej o napędzie pneumatycznym,
    - słupkowe mają napęd hydrauliczny,
    - kolumnowe najbardziej rozpowszechniony warsztatowy typ dźwigu samochodowego, mają napęd elektromechaniczny lub elektrohydrauliczny,
    - nożycowe.